# Stennäs sommarhus

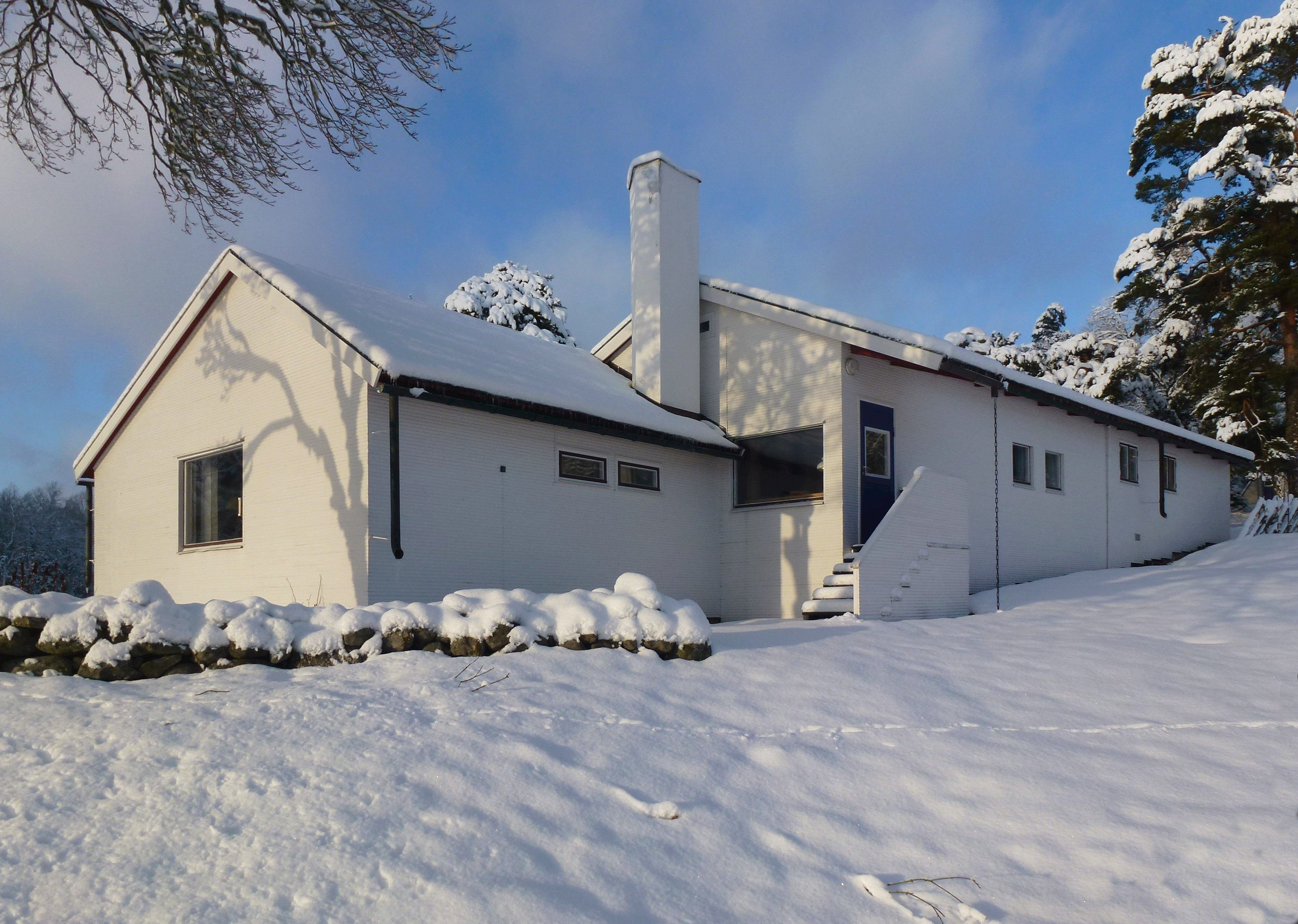
Sommarhuset Stennäs på vintern 2015.

Stennäs sommarhus (även kallad Sandtäppan) är ett fritidshus på Lisö i Nynäshamns kommun, Stockholms län. Huset uppfördes i slutet av 1930-talet efter ritningar av arkitekt Gunnar Asplund och var arkitektens och familjens privata sommarställe. Byggnaden är sedan år 1999 ett byggnadsminne.

## Beskrivning

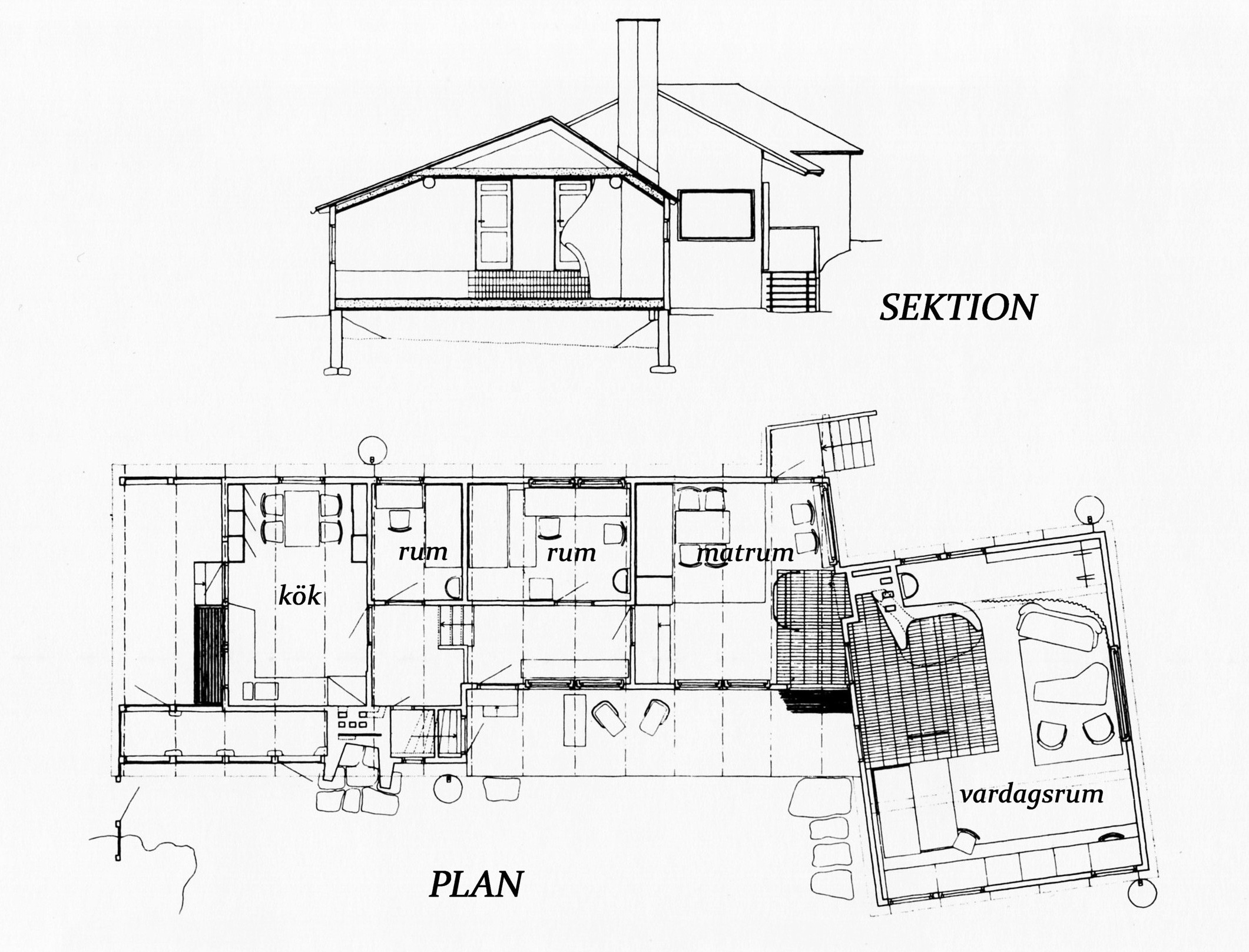
Plan och sektion.

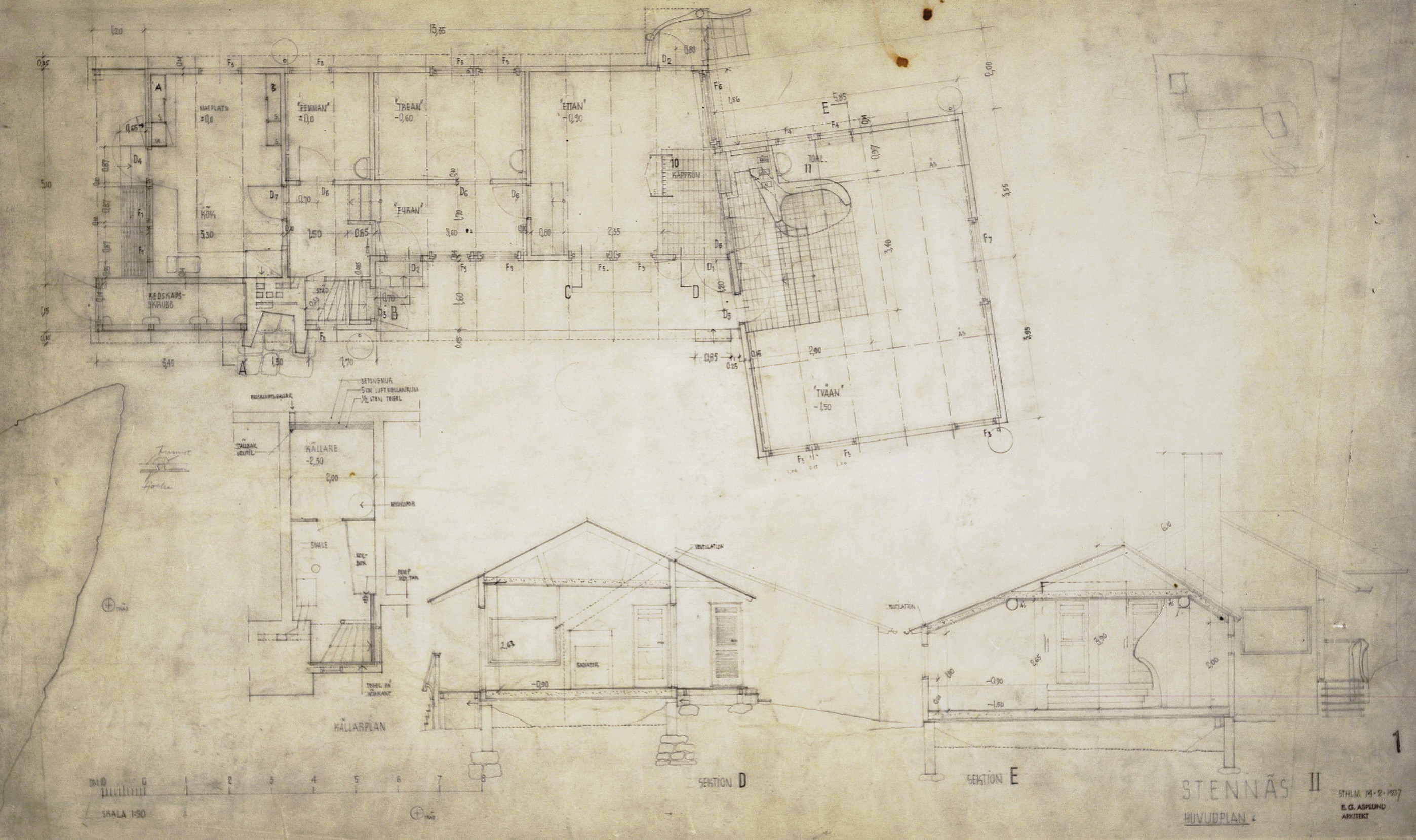
Asplunds originalritning från 1937.

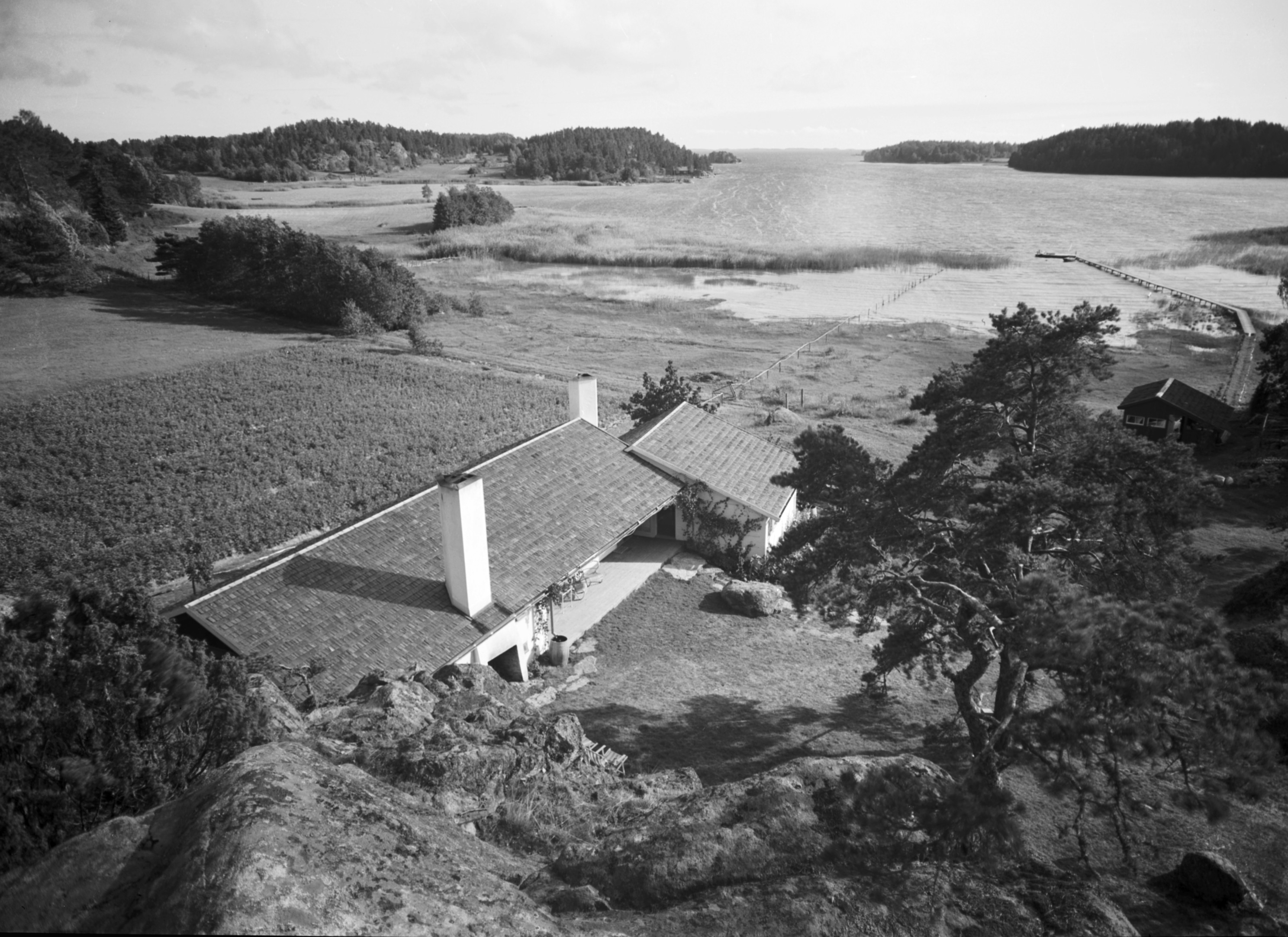
Huset och utsikten över Hästnäsviken.

På en sluttning ner mot Hästnäsviken ligger Asplunds Stennäs. Namnet härrör från den närbelägna 1700-talsgården med samma namn. På den stora tomten dominerar en bergås i norra delen och sommarhuset ansluter till denna ås och blir dess naturliga förlängning söderut. Byggnaden, som färdigställdes år 1937, är ett trähus med fyra golvnivåer som anpassades till terrängens lutning. 
Asplunds sommarhus består av två huskroppar om totalt 130 kvadratmeter. Den norra huskroppen utgörs av en långsträckt volym innehållande köket (högst upp), sedan två små sovrum och slutligen ett matrum. I en ritningsvariant ligger matplatsen i köket. Under golvet av sovrummet närmast köket ritade Asplund en matkällare. Maten lagades på en vedspis, eftersom huset inte hade någon elektricitet. Den drogs in först på 1950-talet.
Mot syd och Östersjöns havsvik ansluter vardagsrummet, något förskjutet i sidled och vridet sju grader mot längan. Det gör att både matrummet och vardagsrummet fick bra utsikt mot Hästnäsviken. Mellan vardagsrum och bakomliggande längan märks en med rött murtegel stensatt trappa och en stor öppen spis, som delvis integrerades i trappen. Vardagsrummet kunde även nyttjas som föräldrarnas sovrum eller arbetsrum och i ett av de små sovrummen bodde hushållerskan. Vindskyddat mot väst ligger veranda och uteplats.
Fasaderna är klädda av vitmålad, vågrätt anordnad träpanel med smal profil, ritad av Asplund. Panelen sträcker sig förbi hussockeln och ända ner till marken. Asplunds tanke var att huset skulle ”växa upp ur marken”. Sadeltaken är täckta med takspån. Huset är i princip en enkel ryggåsstuga byggd med traditionella material, men fick av Asplund en mycket noggrant gestaltat detaljutformning. Till och med möbler och inbyggnadsskåp är formgivna av honom likaså lampan över bordet i vardagsrummet (ett arv från Skandiabiografen 1922). Lantbrukare i området hjälpte till med byggmaterial och arbetskraft.
Huset saknar badrum, det finns istället i en separat byggnad, likaså utedass, bastu och vedbod. Båt- och badbrygga anordnades vid Hästnäsvikens strand. Stennäs är fortfarande helt intakt och nästintill orört, så som det ritades av Asplund i slutet av 1930-talet. Fastigheten ägs idag (2015) av Asplunds barnbarn. Byggnaden presenterades år 2015 i Sveriges Televisions serie Nordiska hus som ett av ”Husen som satte nordisk arkitektur på världskartan”.

## Historiska bilder, exteriör

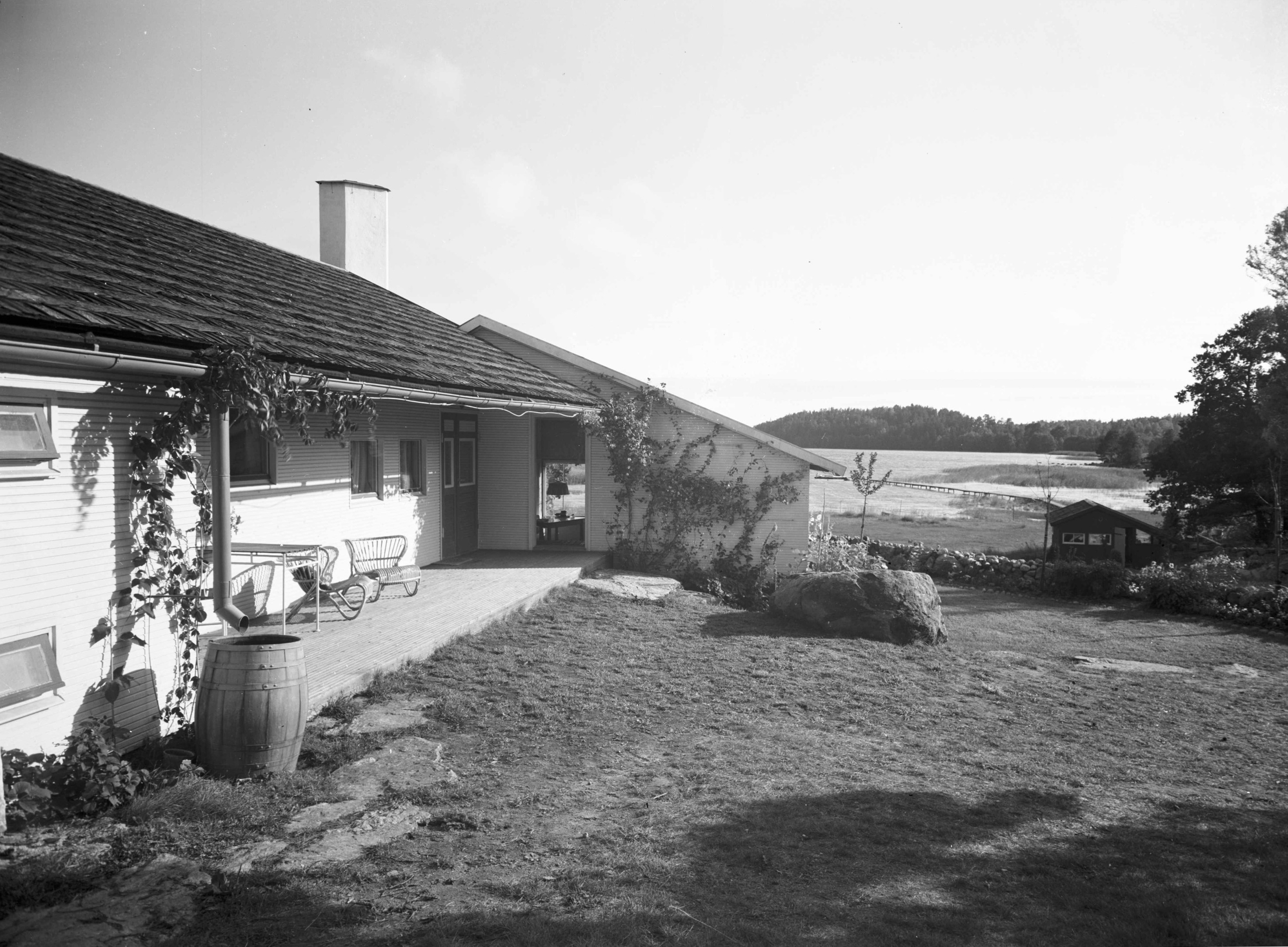
Fasader mot väst
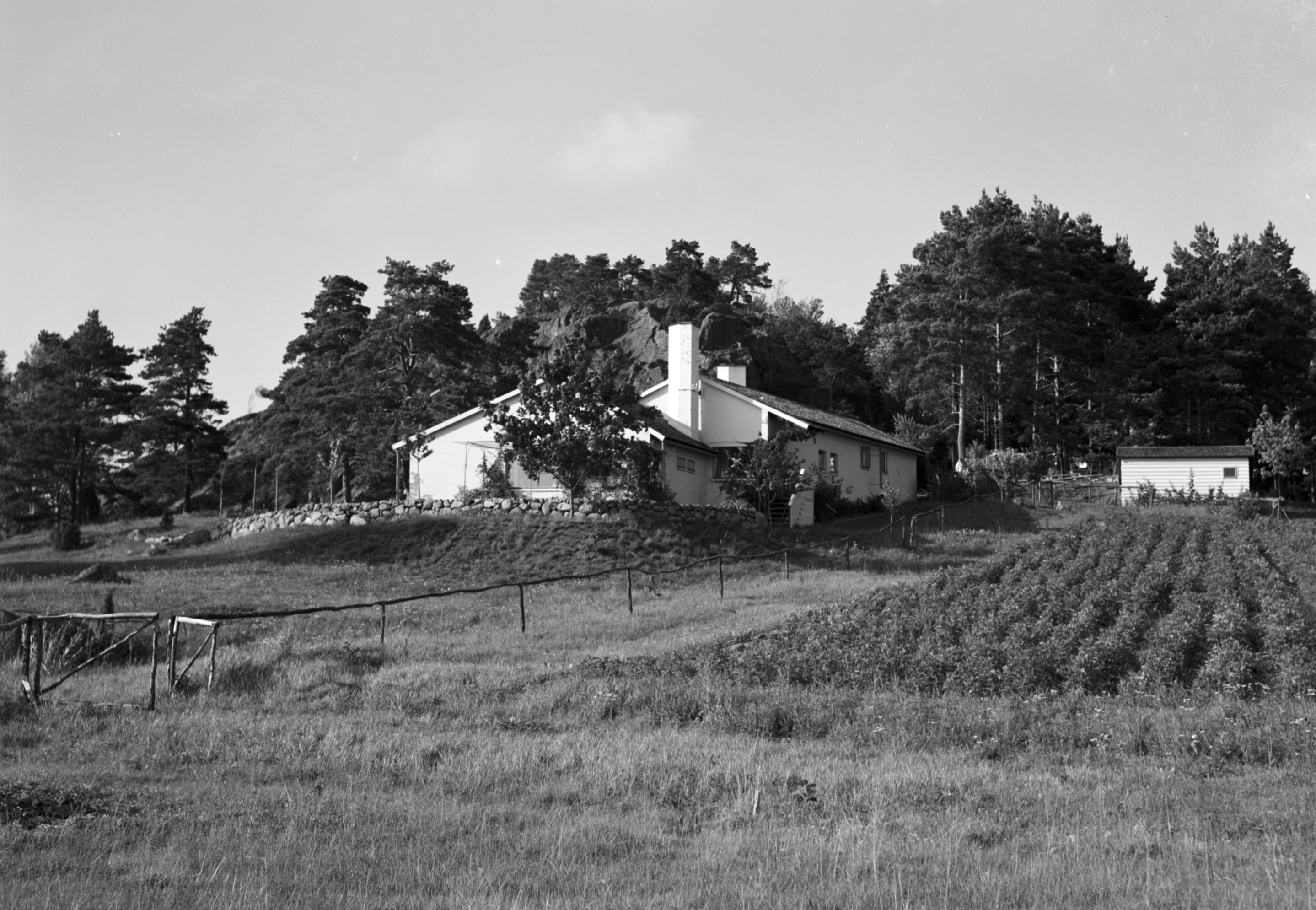
Stennäs mot norr
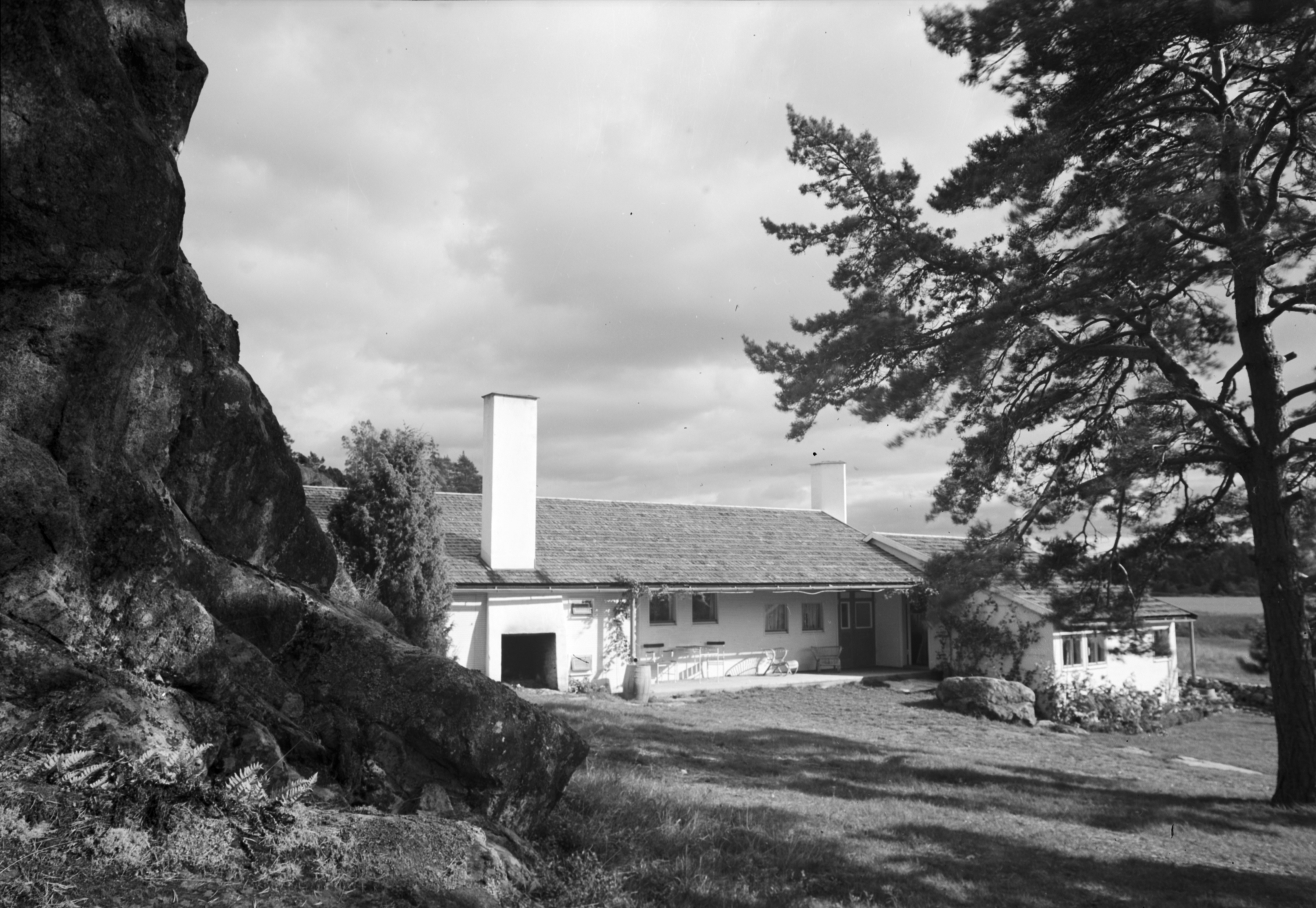
Fasader mot öst
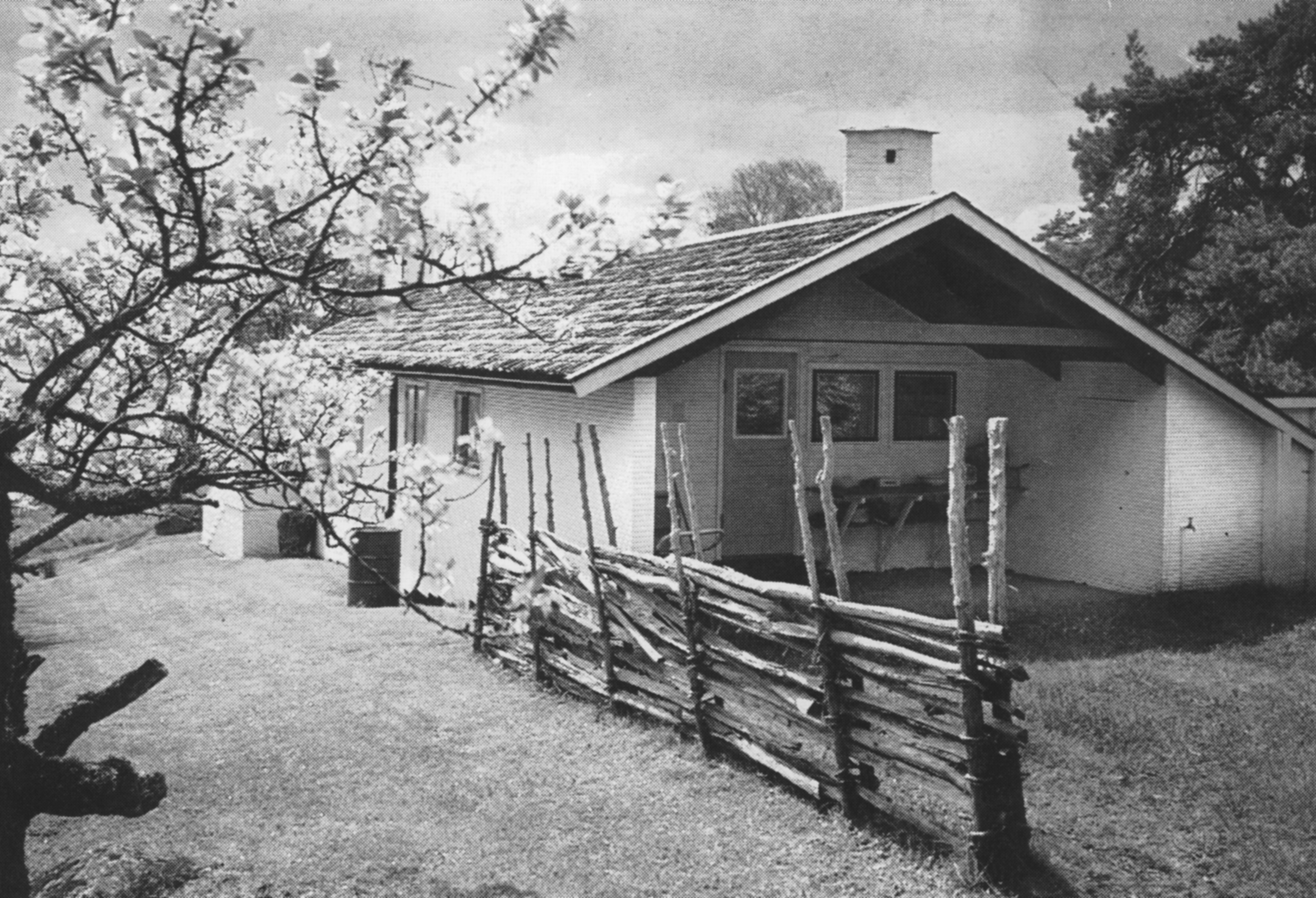
Köket mot norr

## Historiska bilder, interiör

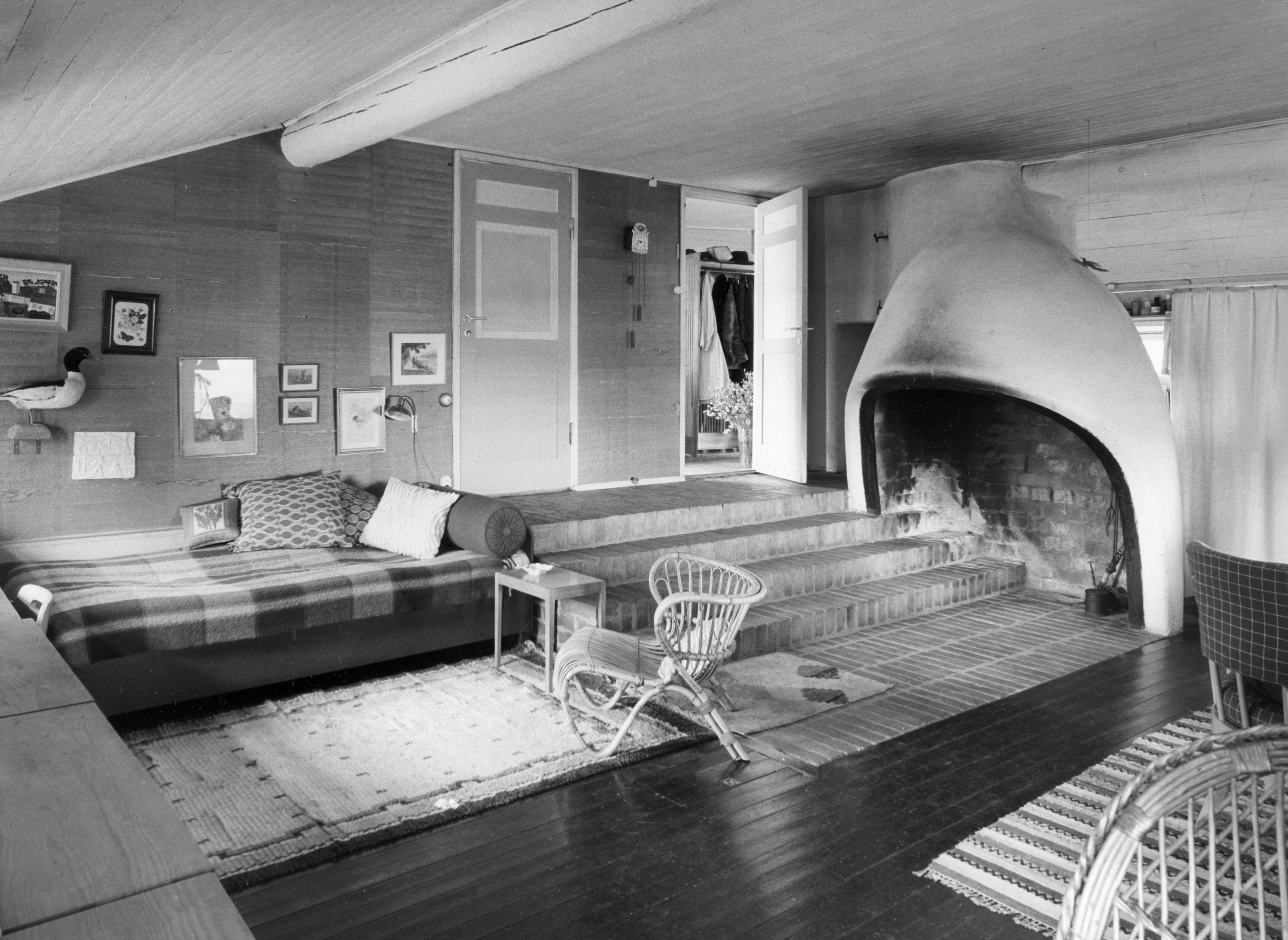
Trappan och öppna spisen i vardagsrummet
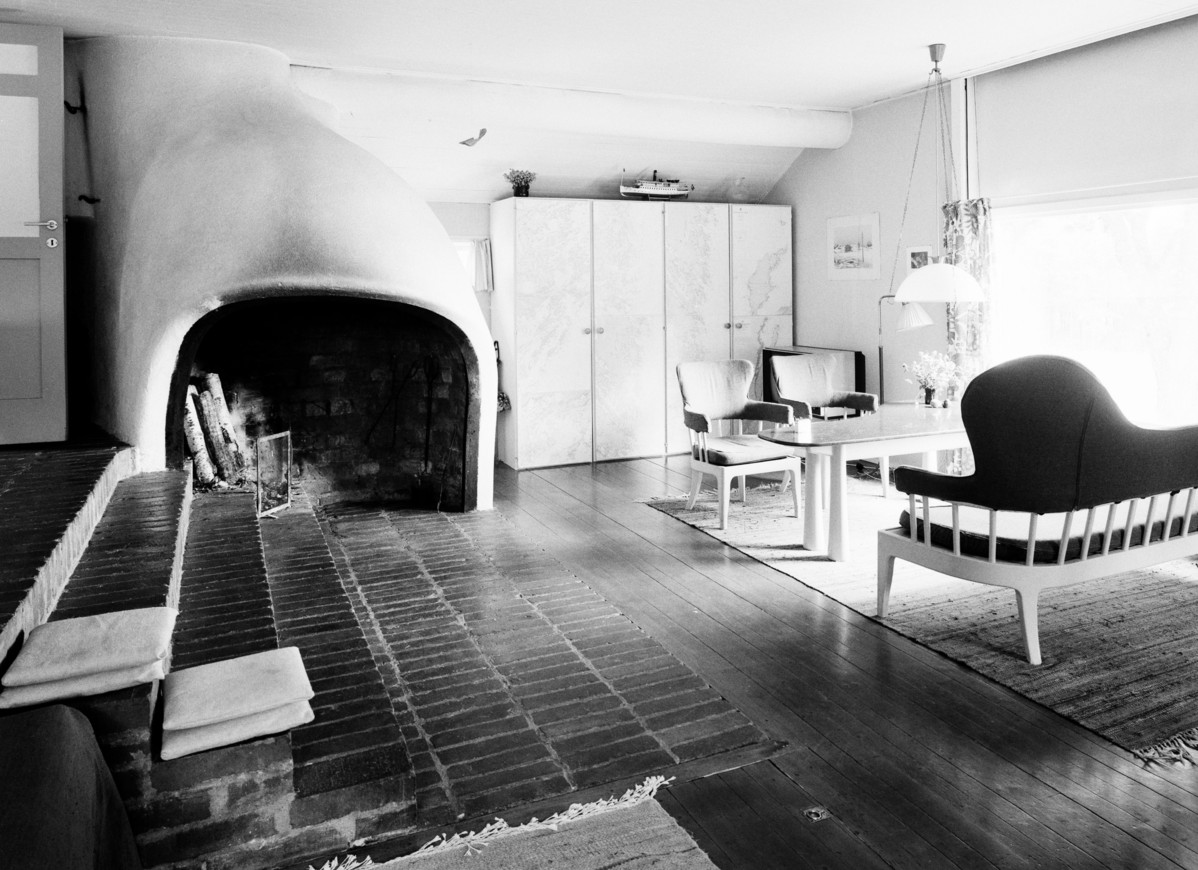
Öppna spisen och sittplatsen i vardagsrummet
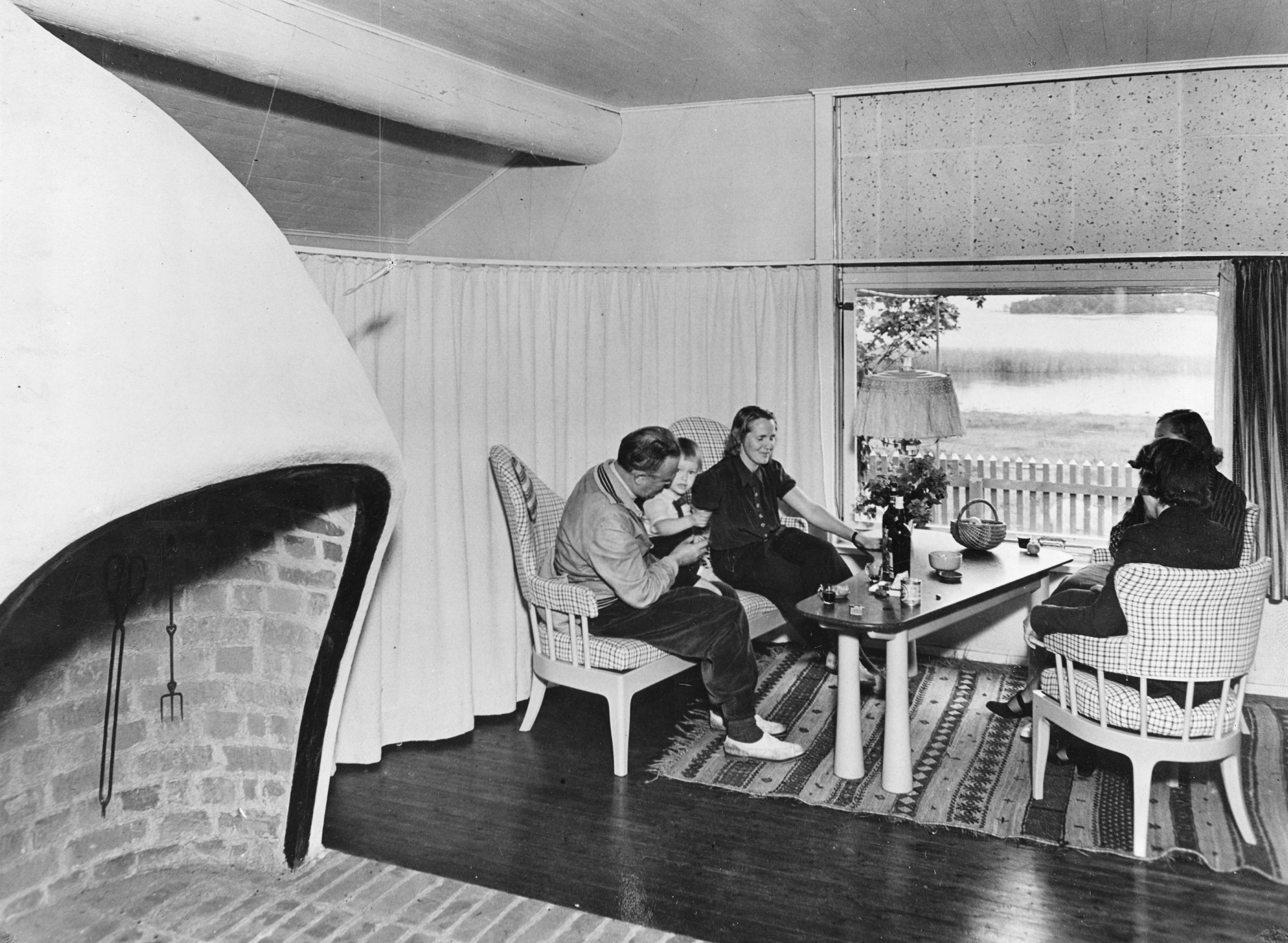
Familjen Asplund i vardagsrummet
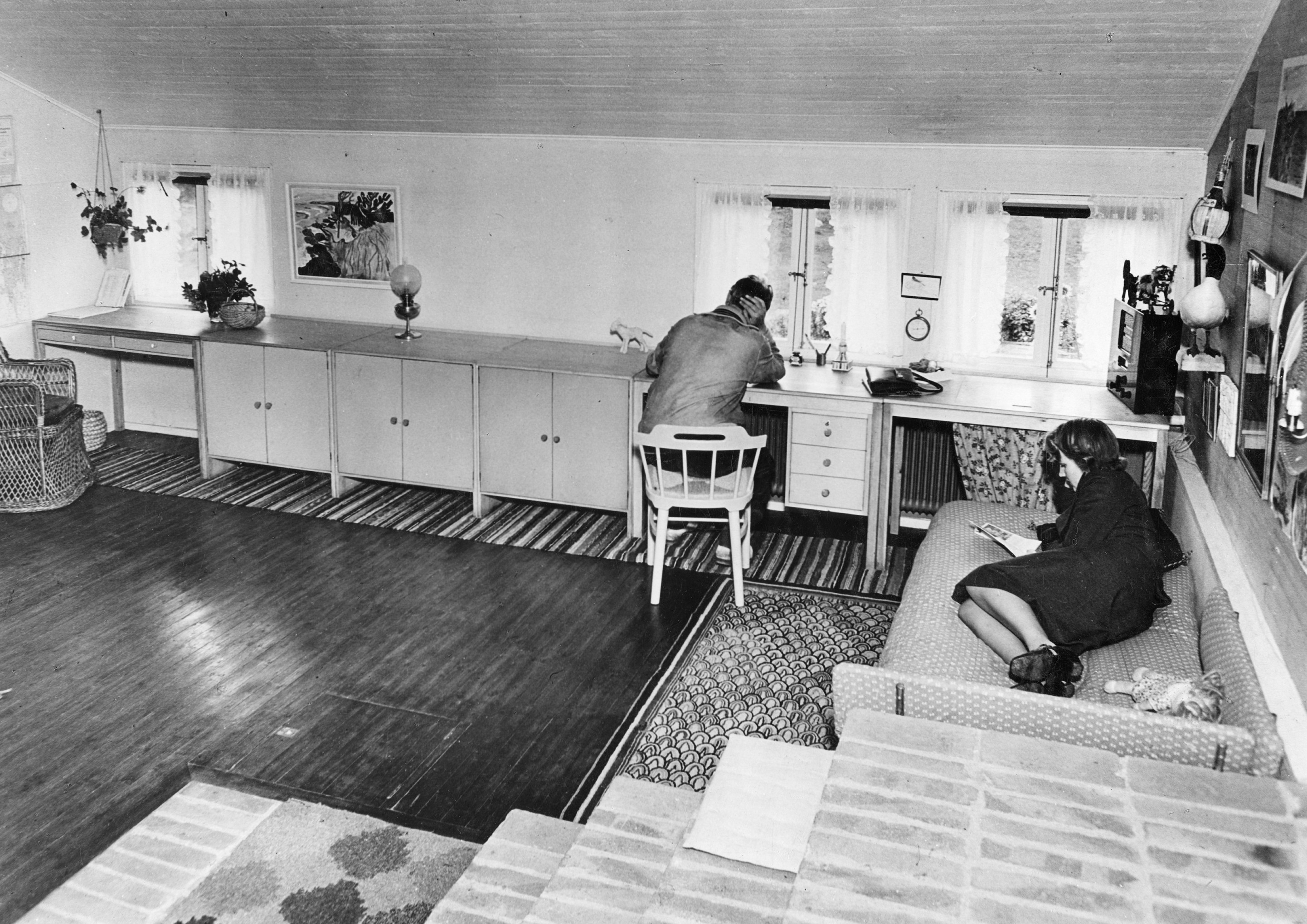
Gunnar Asplund i vardagsrummet

## Nutida bilder

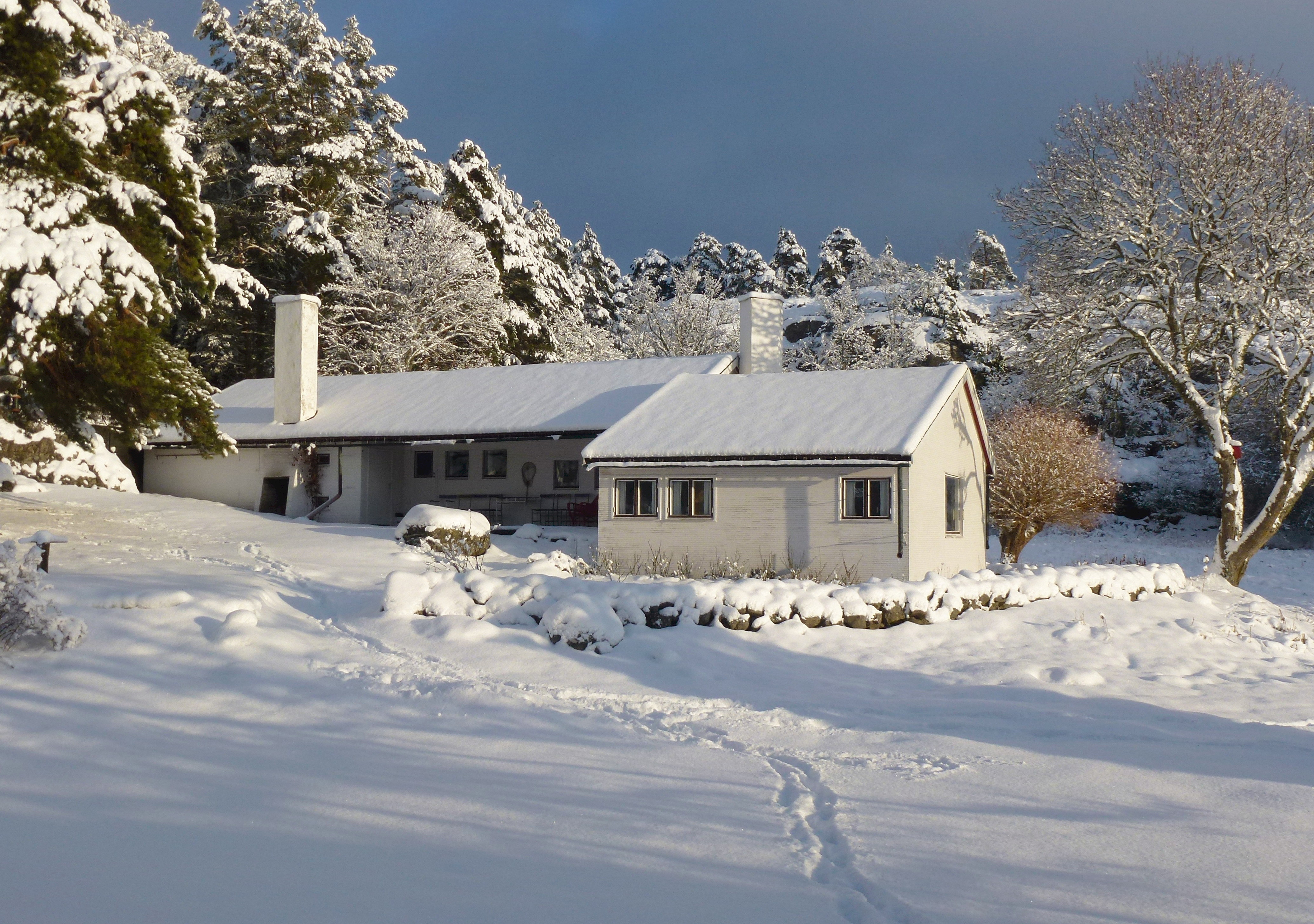
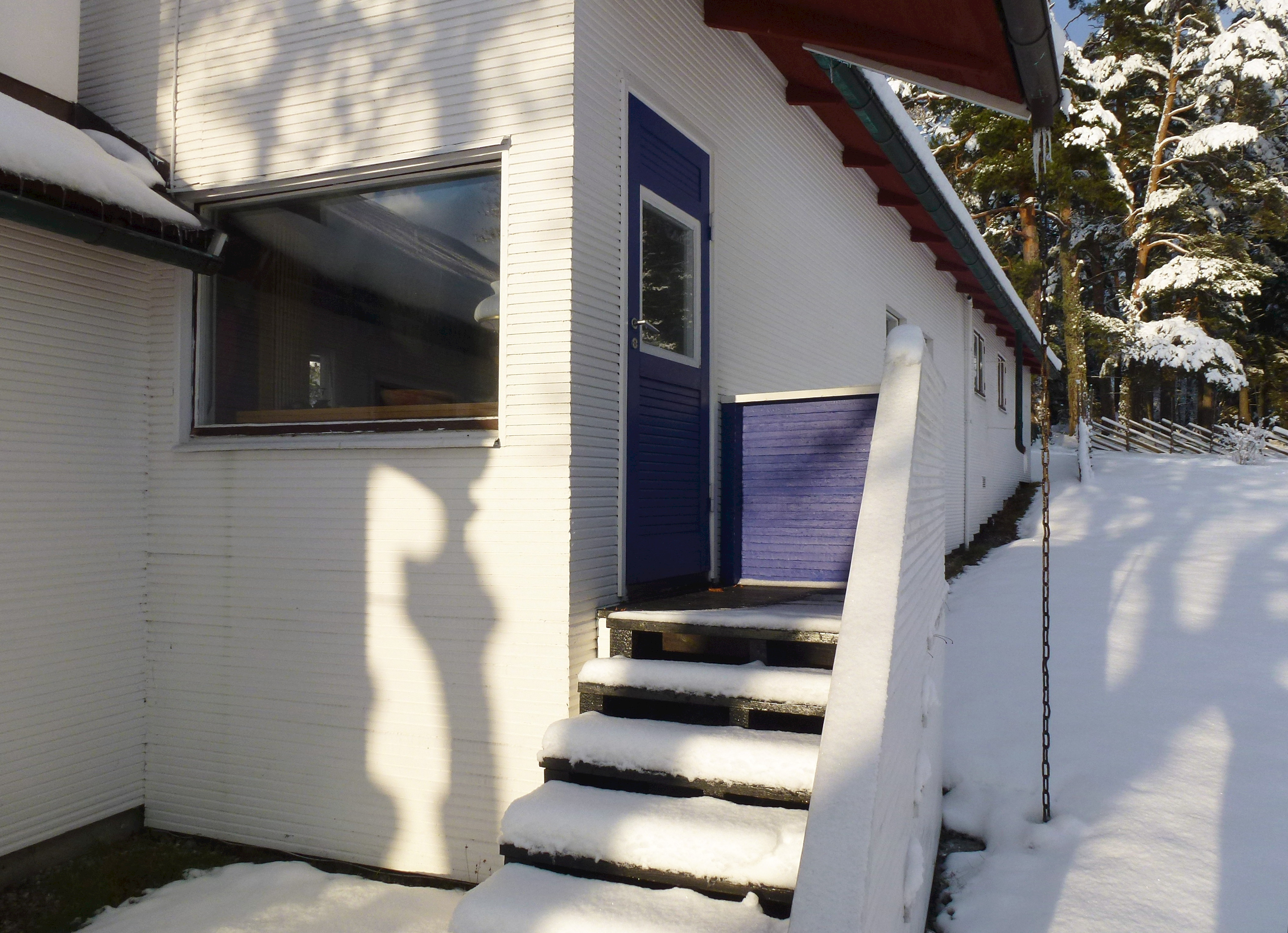
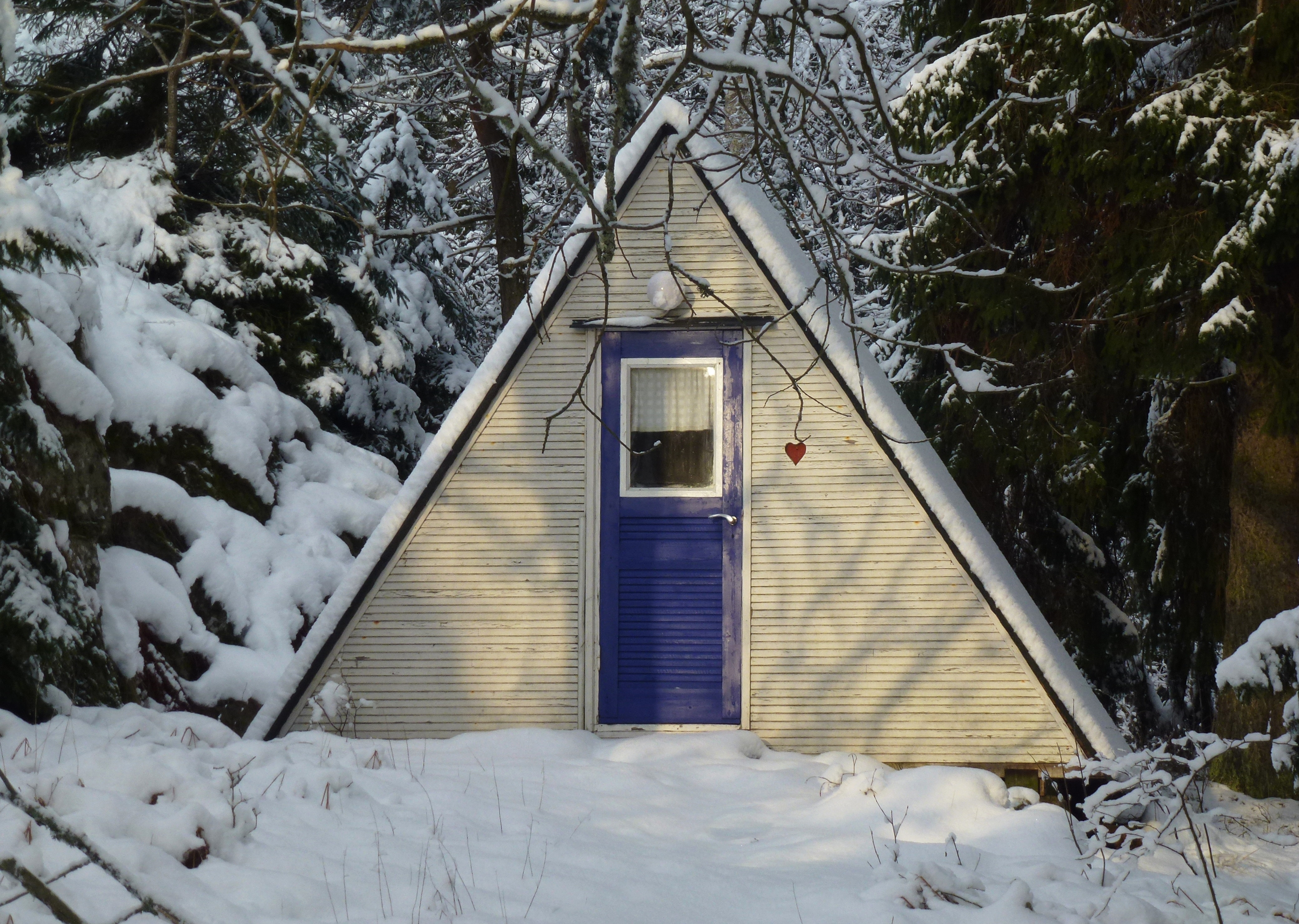
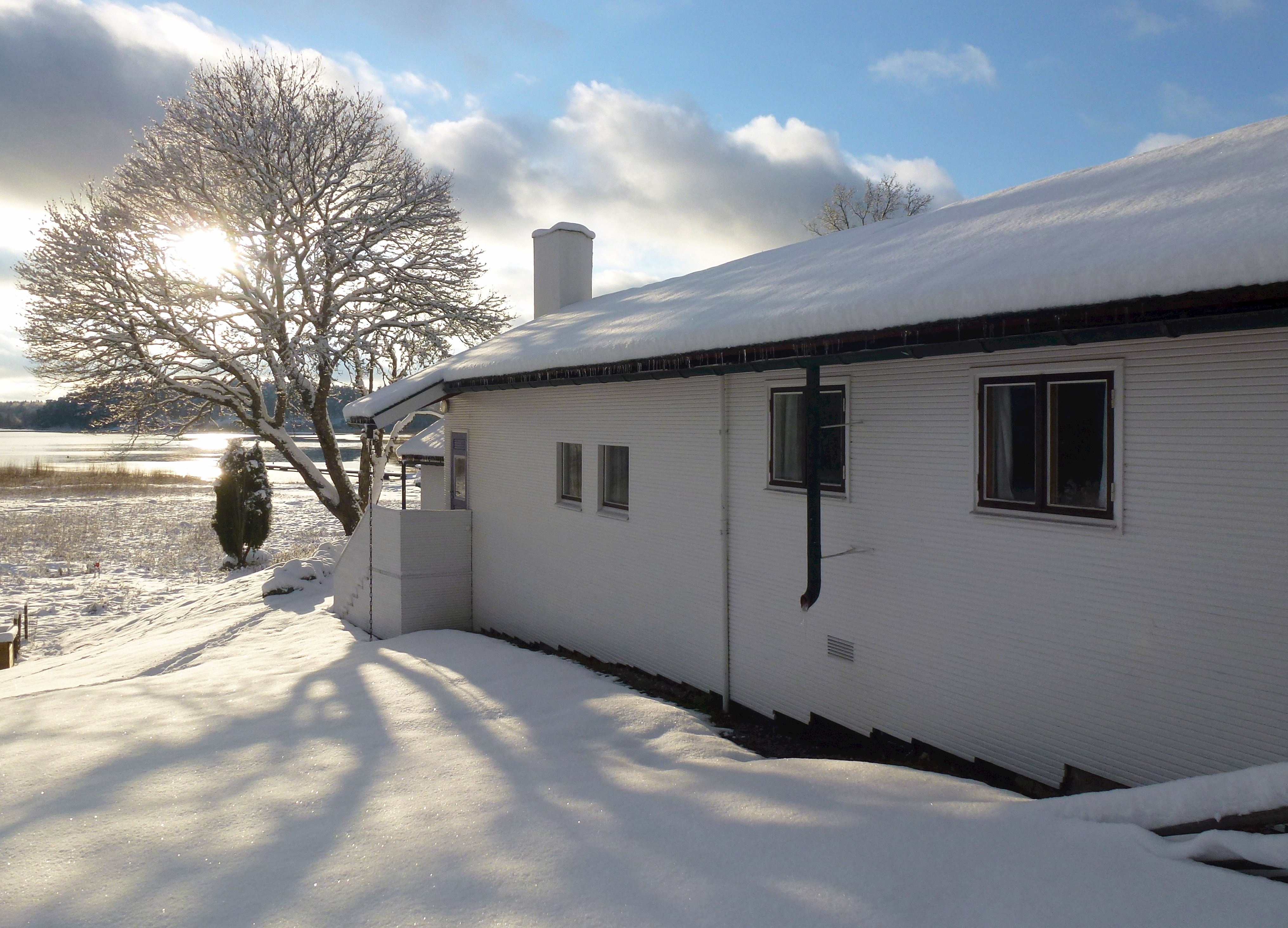